# Лимени добош (филм)
Лимени добош (нем. Die Blechtrommel) је филмска адаптација истоименог романа Гинтера Граса из 1979. године, коју је режирао Волкер Шлундорф по сценарију који су написали Жан-Клод Каријер и Франц Зајц. У филму играју Марио Адорф, Анђела Винклер, Данијел Олбрихски, Катарина Талбах, Шарл Азнавур и Дејвид Бенент у главној улози Оскара Мацерата, младог дечака који намерно зауставља сопствени физички развој и остаје у телу детета чак и када постаје пунолетан.
По жанру, филм је, духовита ратна драма са елементима магичног реализма. Филм прати Оскара, које живи у Данцигу, које поседује наизглед натприродне способности. Живи у презиру према одраслима око себе и из прве руке сведочи њиховом потенцијалу за окрутност, прво кроз успон Нацистичке партије, а затим и кроз рат који је уследио. Наслов се односи на Оскаров добош, бубањ, који он гласно свира кад год је незадовољан или узнемирен. Филм је на немачком језику а био је копродукција западнонемачких, француских и југословенских компанија.
Филм је освојио Златну палму на Филмском фестивалу у Кану 1979. и био је велики финансијски хит у Западној Немачкој, где је освојио немачку филмску награду за најбољи играни филм. Примљен је више контроверзно на међународном нивоу, а на мети цензурних кампања у Ирској, Канади и Сједињеним Државама . Упркос озлоглашености, филм је освојио награду за најбољи филм на страном језику на додели Оскара 1980. The New York Times је 2003. године ставио филм на листу 1000 најбољих филмова икада.

## Продукција
Филм је углавном сниман у Западној Немачкој и Берлину, укључујући и Спандау Студио. Неке сцене на улици, посебно оне које се тичу знаменитости Данцига, снимљене су на локацији у Гдањску у Пољској. Пољске комунистичке власти дале су екипи мало времена у земљи, пошто је сам роман био забрањен у земљама источног блока. Док је снимао у Пољској, власти су ухапсиле асистента продукције када је покушао да купи јегуље од рибарских чамаца за сцену на плажи, оптужен да је покушао да саботира националну индустрију. Сцене са пољском поштом снимљене су у Загребу, Хрватска, као и неколико генеричких сцена на улици. Сцене у Француској су снимане на сету.

## Пријем
Лимени добош је био један од финансијски најуспешнијих немачких филмова 1970-их, на немачким благајнама је освојио 25 милиона марака. New World Pictures је платио 400.000 долара дистрибуцијска права у САД и филм је постао немачки филм са највећом зарадом у Сједињеним Америчким Државама, са зарадом од 4 милиона долара, надмашивши рекорд који је годину дана раније поставио Рајнер Вернер Фасбиндер са филмом Брак Марије Браун.
Филм тренутно има оцену од 84% на Rotten Tomatoes-у, на основу 25 рецензија, са просечном оценом 7,5/10.
Винснт Кенби је у чланку за The New York Times филм назвао „озбиљно одговорном адаптацијом огромног романа, али то је адаптација која нема свој стварни живот. Постоји неколико ствари које се виде или кажу на екрану које ће, претпостављам, нема много смисла за свакога ко није упознат са романом... Међутим, пошто је прича коју прича тако велика, бизарна, смешна и ексцентрична, филм привлачи пажњу." 
Џин Сискел је у чланку за Chicago Tribune дао је филму пуне четири од четири звездице и назвао га прилично потресним, са једном упечатљивом сликом за другом.
Чарлс Чамплин, аутор Лос Анђелес тајмса је изјавио да је „као мало који филм од 'Грађанина Кејна'— комбинација задивљујуће логистике и технике и хуманистичког садржаја који страшно оставља утисак.
Гери Арнолд из Вашингтон поста написао је да ће га „бити тешко победити као најпрестижнију лошу идеју за филм у сезони“, наводећи да Оскар „нема довољно снажну личност да уједини неспретни континуитет или замени наративни глас и комплекса значења који су књизи дали интелектуалну виталност и ауторитет“.
he New York Times је 2003. године ставио филм на своју листу 1000 најбољих филмова икада.

### Признања
На Филмском фестивалу у Кану 1979. добио је Златну палму, заједно са Апокалипсом сада. Лимени добош је био први немачки филм који је освојио Златну палму. Године 1980. постао је први филм из Немачке или на немачком који је освојио Оскара за најбољи филм на страном језику.
| Награда                                  | Година | Категорија                     | Прималац(и)     | Резултат   | Ref(s) |
| ---------------------------------------- | ------ | ------------------------------ | --------------- | ---------- | ------ |
| Награде Академије                        | 1980   | Најбољи филм на страном језику | Волкер Шлундорф | Освојено   | [ 12 ] |
| Бодил Авардс                             | 1980   | Најбољи европски филм          | Волкер Шлундорф | Освојено   | [ 13 ] |
| Кански филмски фестивал                  | 1979   | Златна палма                   | Волкер Шлундорф | Освојено   | [ 14 ] |
| Награде Цезар                            | 1980   | Најбољи страни филм            | Волкер Шлундорф | Номинација | [ 15 ] |
| Немачка филмска награда                  | 1979   | Најбољи играни филм            | Волкер Шлундорф | Освојено   | [ 16 ] |
| Немачка филмска награда                  | 1979   | Најбољи режисер                | Волкер Шлундорф | Номинација | [ 16 ] |
| Немачка филмска награда                  | 1979   | Најбољи глумац                 | Марио Адорф     | Номинација | [ 16 ] |
| Немачка филмска награда                  | 1979   | најбоља глумица                | Ангела Винклер  | Номинација | [ 16 ] |
| Немачка филмска награда                  | 1979   | Најбоља споредна глумица       | Катарина Тхлбах | Номинација | [ 16 ] |
| Goldene Leinwand                         | 1980   | Goldene Leinwand               | Волкер Шлундорф | Освојено   | [ 17 ] |
| Удружење филмских критичара Лос Анђелеса | 1980   | Најбољи филм на страном језику | Волкер Шлундорф | Освојено   | [ 18 ] |
| National Board of Review                 | 1981   | Најбољи филм на страном језику | Волкер Шлундорф | Освојено   | [ 19 ] |
| National Board of Review                 | 1981   | Најбољи страни филм            | Волкер Шлундорф | Освојено   | [ 19 ] |

## Цензура
Године 1980. филм је прво скраћена, а затим забрањен као дечја порнографија од стране Онтарио одбора за цензуру у Канади. Слично томе, 25. јуна 1997, након одлуке судије Државног окружног суда Ричард Фримен, који га је наводно погледао само једну изоловану сцену филма, Лимени добош је забрањен у округу Оклахома, Оклахома, позивајући се на државне законе о опсцености за приказује сексуалност малолетника. Све копије у Оклахома Ситију су заплењене, а најмање једној особи која је изнајмила филм на видео касети запрећено је кривичним гоњењем. Мајкл Камфилд, у то време члан огранка Америчке уније за грађанске слободе у Оклахоми, поднео је тужбу против полицијске управе 4. јула 1997. године, наводећи да је трака незаконито одузета и да су му повређена права.
Ово је довело до серије саслушања високог профила о меритуму филма у целини наспрам контроверзних сцена и улоге судије као цензора. По окончању процеса, већина копија је враћена у року од неколико месеци. До 2001. сви случајеви су решени и филм је легално доступан у округу Оклахома. Овај инцидент је покривен у документарном филму Забрањено у Оклахоми, који је укључен у ДВД Criterion Collection издање филма из 2004. године.